# Murist
Murist (toponimo francese) è una frazione di 631 abitanti del comune svizzero di Estavayer, nel Canton Friburgo (distretto della Broye).

## Storia

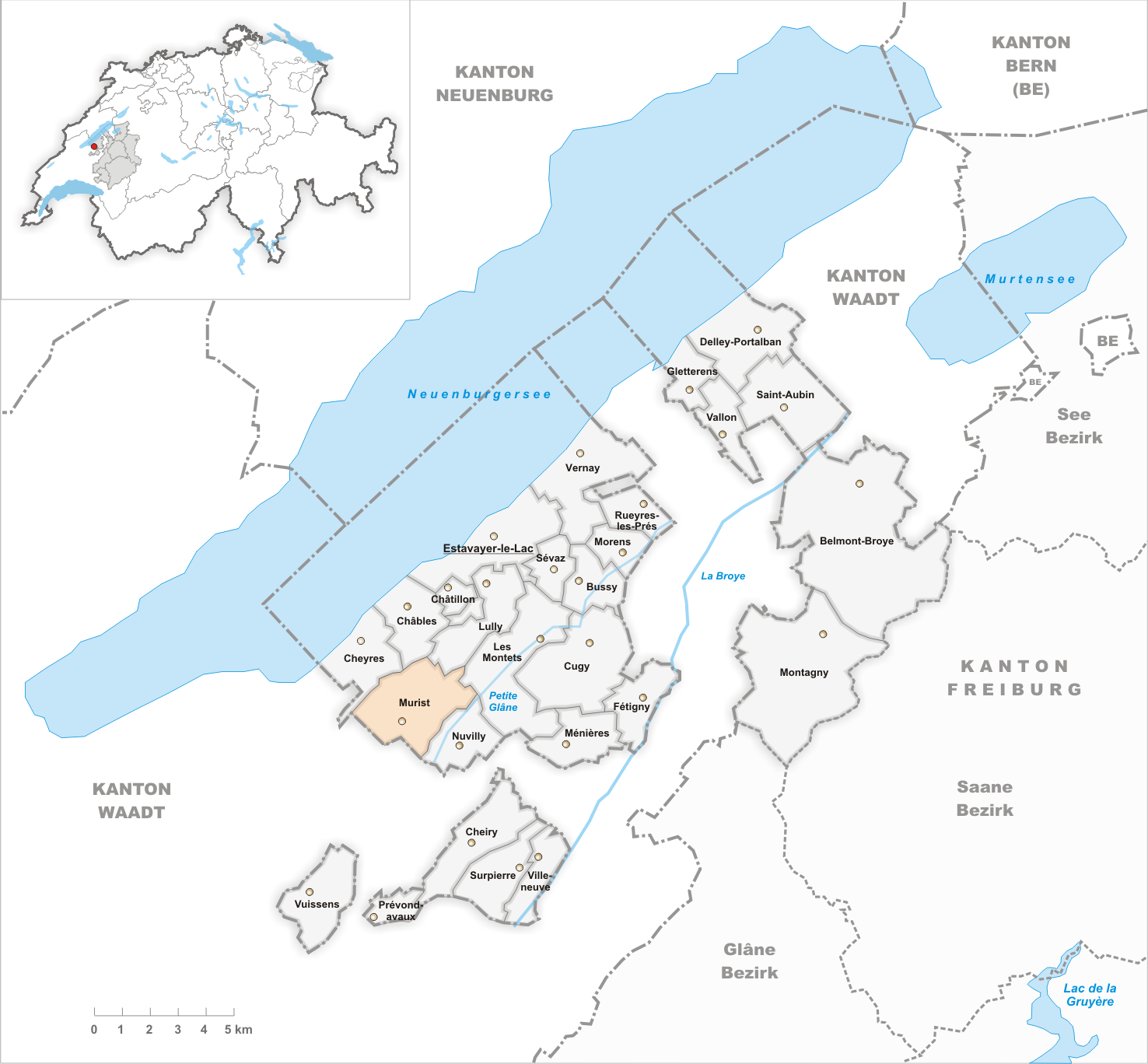
Il territorio del comune di Murist prima degli accorpamenti comunali del 2017

Già comune autonomo istituito nel 1816 con la divisione del comune di Murist-La Molière, il 1° gennaio 1981 aveva inglobato i comuni soppressi di La Vounaise e Montborget e il 1° gennaio  1992 quello di Franex; si estendeva per 8,20 km². Il 1º gennaio 2017 è stato a sua volta accorpato agli altri comuni soppressi di Bussy, Estavayer-le-Lac, Morens, Rueyres-les-Prés, Vernay e Vuissens per formare il nuovo comune di Estavayer

## Monumenti e luoghi d'interesse

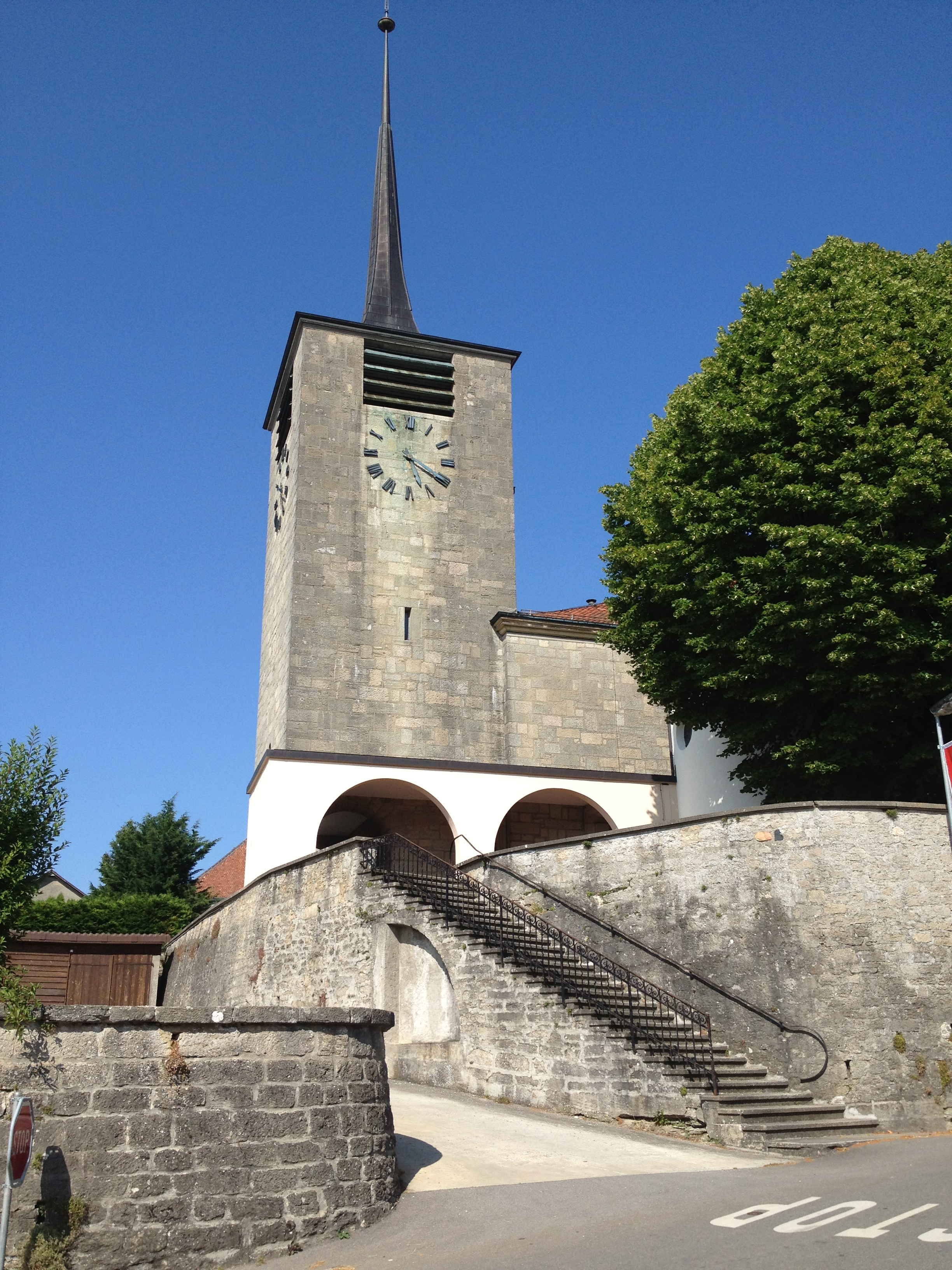
La chiesa cattolica di San Pietro

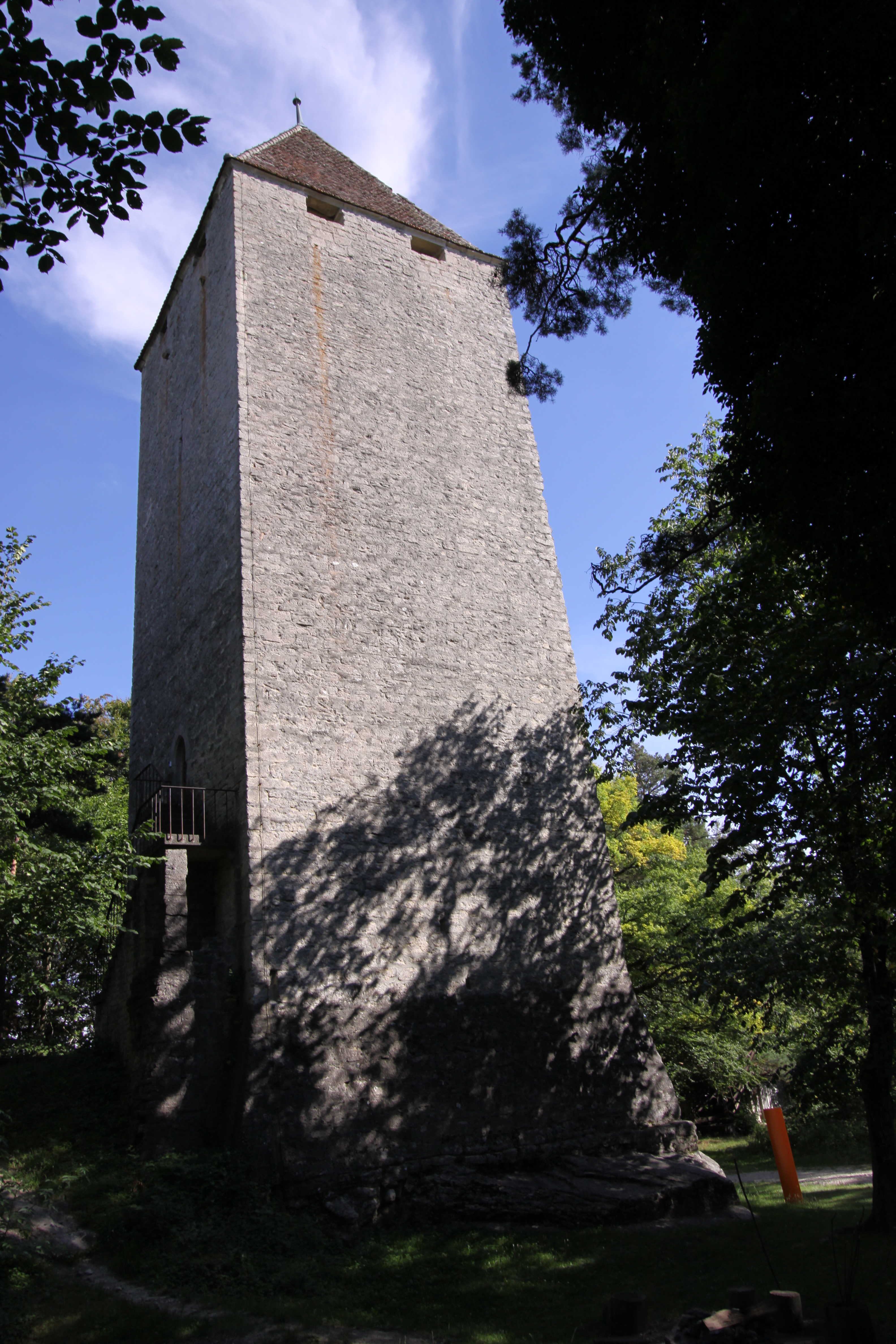
La torre di La Molière

- Chiesa cattolica di San Pietro, attestata dal 1228 e ricostruita nel 1687 e nel 1937-1938 da Fernand Dumas[1];
- Torre di La Molière, ricostruita nel XIV secolo[1].

## Società

### Evoluzione demografica
L'evoluzione demografica è riportata nella seguente tabella:
Abitanti censiti

## Amministrazione
Ogni famiglia originaria del luogo fa parte del comune patriziale che ha la responsabilità della manutenzione di ogni bene comune.